# Wydawnictwo „Arkady”
Wydawnictwo „Arkady” – polskie wydawnictwo, prowadzące działalność w formie spółki z o.o., z siedzibą przy ul. Dobrej 28 w Warszawie.

## Opis
Wydawnictwo powstało w 1957 roku w wyniku połączenia „Budownictwa i Architektury” i oficyny „Sztuka”. Nazwa nawiązuje do wydawanego w Warszawie w latach 1935–1939 miesięcznika artystycznego pod tytułem „Arkady”. Pierwszym kierownikiem wydawnictwa był Tadeusz Filipczak, pełnił tę funkcję do 1966 roku. Jego następcą, do 1989 roku, był Eugeniusz Piliszek.
Na początku wydawnictwo publikowało książki z zakresu historii polskiej architektury i sztuk plastycznych oraz podręczniki i poradniki budowlane. Z biegiem czasu wydawnictwo stało się jednym z głównych polskich wydawnictw specjalizujących się w publikacjach na temat sztuki. Z czasem poszerzono ofertę o leksykony, poradniki i książki akademickie, a w latach dziewięćdziesiątych XX wieku o książki kucharskie i dla dzieci. Jako jedno z pierwszych krajowych wydawnictw Arkady publikowały książki polskie w wersjach obcojęzycznych, a także przekłady na język polski publikacji zagranicznych prezentujących kulturę, sztukę i osiągnięcia z dziedziny planowania przestrzennego i urbanistyki.
Jednymi z obszarów działalności wydawnictwa są publikacje z zakresu mody (głównie jej historii), designu i sztuki współczesnej.

## Marki Wydawnictwa „Arkady”

### Imprint „LeTra”
Po opublikowaniu kilku beletrystycznych serii wydawniczych, podjęto decyzję o utworzeniu imprintu, w ramach którego ukazują się powieści dotyczące szeroko pojętej sztuki. Pozycje ukazujące się pod tym znakiem dotyczą w głównej mierze życiorysów popularnych twórców lub wybitnych dzieł, są to m.in. powieści autorstwa Florencii Etcheves, Laury Morelli, Greg’a Krupy czy Barbary A. Shapiro. W ostatnim czasie ofertę poszerzono także o powieści obyczajowe i thrillery.